# Margarethe Liebau-Kornemann
Margarethe Liebau-Kornemann (* 31. Juli 1896 in Erfurt; † 30. September 1974 in Brilon) war eine deutsche bildende Künstlerin, bekannt für ihre Porträtmalerei und Grafiken.

## Werdegang

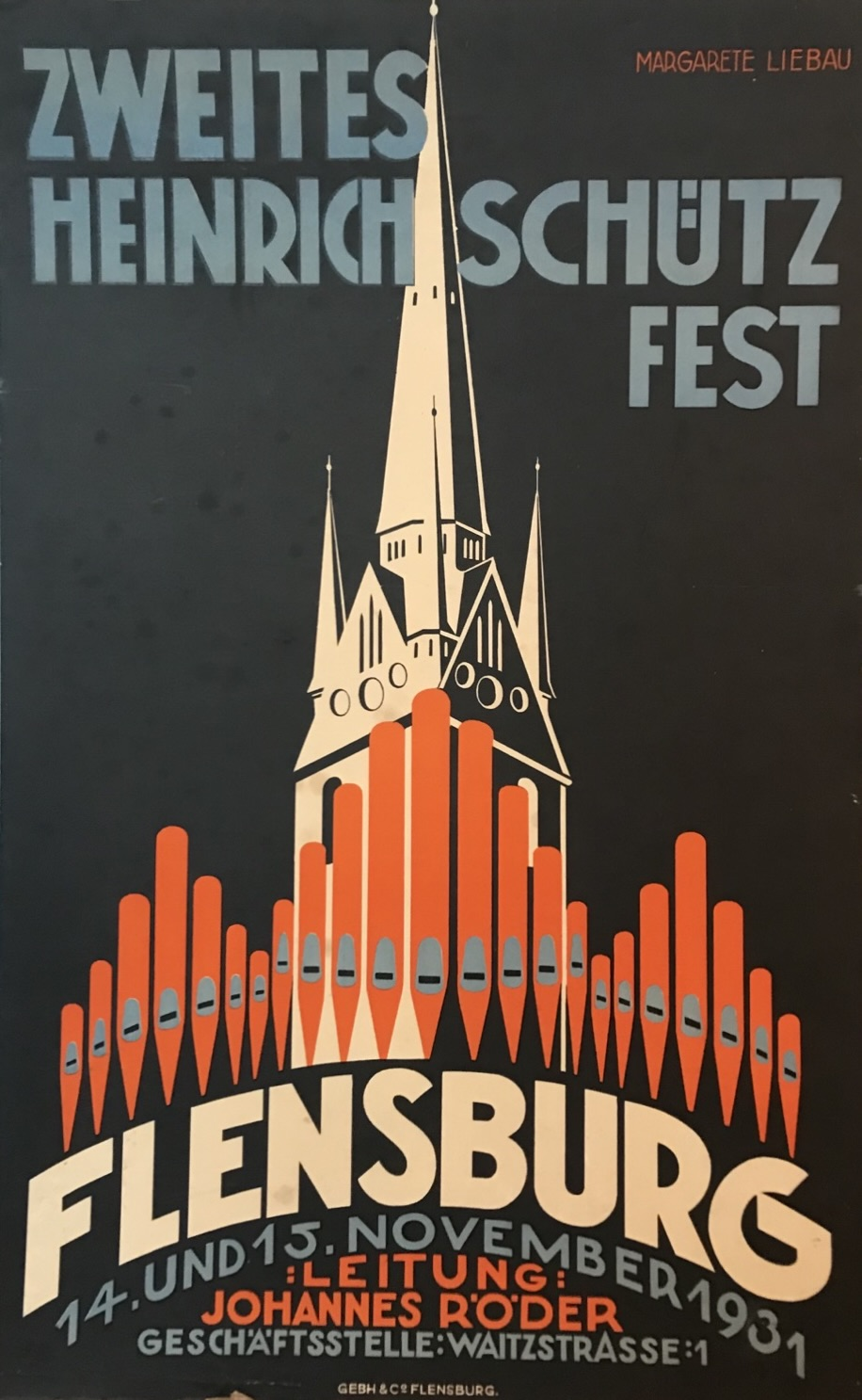
Plakat für das Heinrich Schütz Fest, Grafik und Entwurf von Margarete Liebau, 1931

Nach ihrer Ausbildung zur Lehrerin besuchte sie 1924 zunächst die Kunstgewerbeschule in München und studierte ab 1926 an der Kunstakademie Düsseldorf, Wo sie den Künstler Franz Kornemann kennenlernte, ihren späteren Ehemann.
Das Künstlerpaar lebte und arbeitete in Düsseldorf. 1931 entstanden in gemeinsamer Arbeit die Entwürfe der sechs monumentalen Chorfenster (je ca. 7 m × 2 m) für die St.-Nikolai-Kirche in Eisleben. In den 1930er Jahren war Liebau-Kornemann als Zeichenlehrerin an einer Mädchenschule in Flensburg tätig, bis sie ihre Lehrtätigkeit infolge eines Arbeitsunfalles aufgeben musste. Sie zog zurück nach Düsseldorf und arbeitete im Gemeinschaftsatelier mit Franz Kornemann, den sie 1938 heiratete. 1939 wurde ihr Sohn Till geboren.
Nachdem ihr Atelier in Düsseldorf 1942 von einer Bombe zerstört worden war, zog die Familie nach Brilon. Der Kunstsammler Karl Gröppel erwarb in den 1950er Jahren Werke von Margarethe Liebau-Kornemann, die später in die Sammlung des Museum Ostwall in Dortmund übergingen. Auch das Stadtmuseum Düsseldorf erwarb einige ihrer Aquarelle und Ölbilder, wie z. B. das Ölbild „Sonnenblumen“ von 1940. Im Landesarchiv Baden-Württemberg befinden sich Arbeiten von Margarethe Liebau-Kornemann aus dem Nachlass von Rolf Kellner.

Sie ist gemeinsam mit ihrem Ehemann Franz Kornemann auf dem Alten Friedhof in Brilon bestattet. Den Grabstein entwarf das Ehepaar selbst und gestaltete das Mosaik.

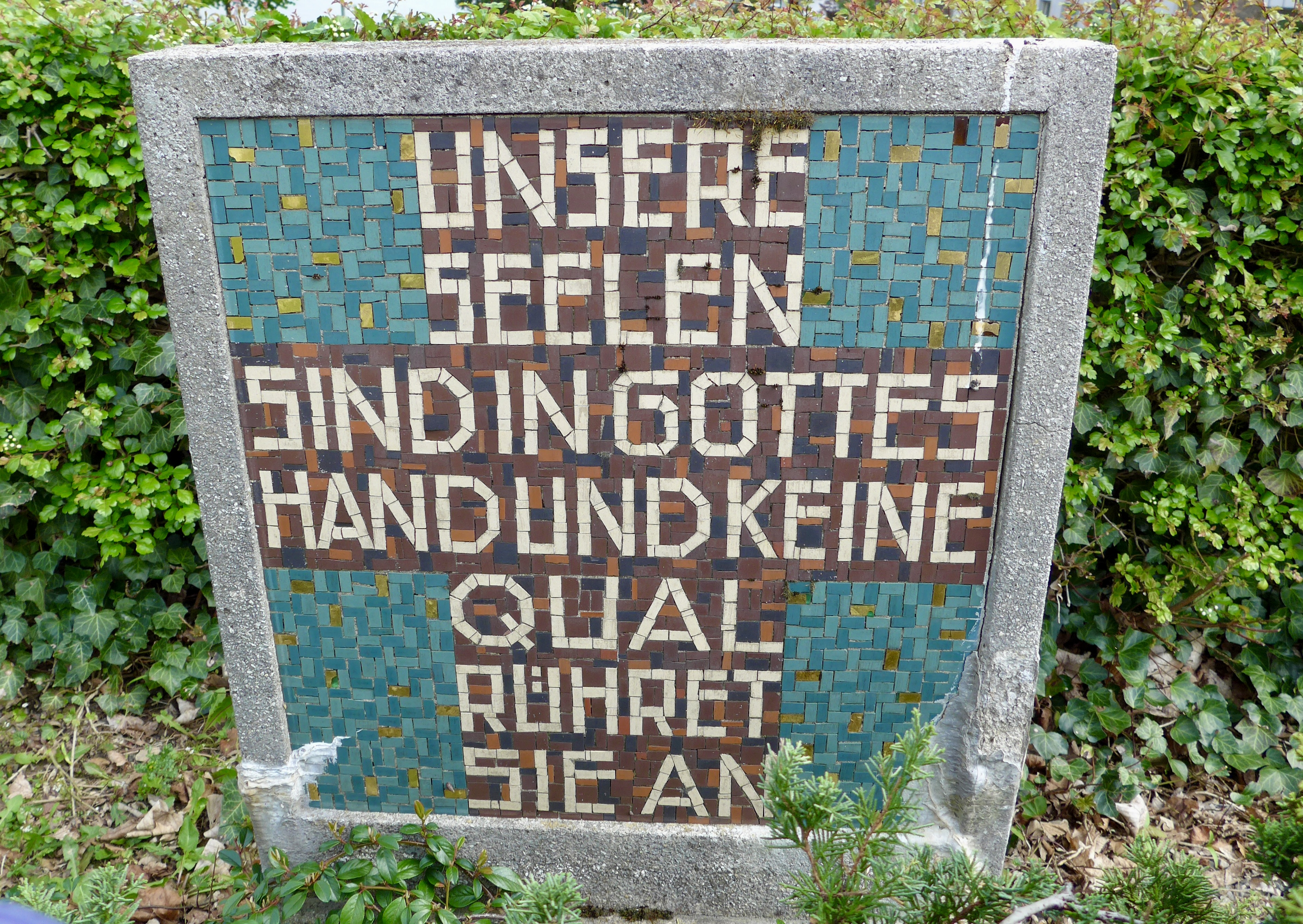
Grabstein von Margarethe und Franz Kornemann mit selbst entworfenem Mosaik, Alter Friedhof Brilon.

## Ausstellungen
- 1931: Ausstellung zweier Kirchenfenster für die St. Nikolaikirche in Eisleben, gezeigt in den Räumen der Glaswerkstätte Müller in Eisleben[5]
- 1935: Gruppenausstellung: „Schleswig-Holstein. Land und Volk“[10]
- 1938: Gruppenausstellung: "Weihnachtsausstellung, Düsseldorf"[11]
- 1939: Gruppenausstellung: „Herbstausstellung Düsseldorfer Künstler“, Kunsthalle Düsseldorf[10]
- 1945: Gruppenausstellung: Große Kunstausstellung der Künstler des Regierungsbezirks Arnsberg, Regierungsgebäude Arnsberg[12]
- 1952: Ausstellung von Franz Kornemann und Margarethe Liebau-Kornemann, Meschede[13]
- 1971: Sauerlandmuseum Arnsberg
- 1996: Einzelausstellung: Gedächtnisausstellung, Zur Erinnerung an den 100. Geburtstag der Künstlerin: Margarete Liebau-Kornemann, Malerei – Graphik, Stadtmuseum Düsseldorf, kuratiert vom Direktor des Stadtmuseums Wieland Koenig[1][2]

## Werke (Auswahl)
Glasfenster für die St. Nicolaikirche in Eisleben, 1931:
- "Liebes-, Propheten-, Schöpfungs-, Heils-, Leiden- und Siegesfenster"; ca. 7 m × 2 m. In Zusammenarbeit mit Franz Kornemann – wichtigstes gemeinsames kirchliches Glaskunstwerk. In den 1970er Jahren wurden die Fenster durch Vandalismus zerstört.[15]

Sammlung des Stadtmuseums Düsseldorf. Die Werke stammen überwiegend aus den 1920er- und 1930er-Jahren und umfassen Porträts, und figurative Darstellungen in verschiedenen Techniken:
- Alte Frau mit Kind, ca. 1920, Öl auf Leinwand
- Alter Mann, 1925, Kohle
- Kranke Frau, 1925, Kohle
- Mann mit Maske, 1925
- Portrait, 1925
- Streichhölzer, 1925
- Auf der Flucht, 1925
- Frau Heynen nach rechts schauend, 1925, Kohle
- Frau Heynen nach links schauend, 1926, Kohle
- Frauenportrait, 1926, Kohle
- Heinrich Moshage, 1927
- Portrait, 1925
- Ecce Homo, Radierung
- Alter Schulhausmeister, 1934, Öl auf Leinwand
- Mann hinter Gittern, Öl

Die Lithografie Wolgaglied, befindet sich seit 2021 im Museum Haus Hövener in Brilon. Sie entstand während der 1920er Jahre an der Kunstakademie Düsseldorf.